# Ситовичі
Сито́вичі — село в Україні, у Поворській сільській громаді Ковельського району Волинської області. Населення становить 332 особи.
До 1 липня 2016 року село було центром Ситовичівської сільської ради.
| | Ситовичі — одне з давніх сіл Волині, колись Городецької волості Ковельського повіту, розташоване над річкою Стоходом, при озері, зарослому тереном і ситов'ям (ситником, „камишом“). Очевидно, від назви цієї рослини, яка росте на болотах, у западинах, на берегах водойм і пішла назва села. Ситовичі були заселені в епоху бронзи, про що свідчать знахідки крем'яних знарядь. Дослідник–ойконіміст В. Шульгач зазначає, що Ситовичі в історичних документах відоме як „на Ситовичах“ під 1538 роком, „село Сытовичи“ (1571) і є множинною формою від патроніма „Сытовичь“. У XVIII ст. власниками Ситович були волинські шляхтичі Єловицькі — Ілля і Данило. В 1635 році село належало Іллі, а в 1689 Дмитру Єловицькому, синові Гнівоша Єловицького. Пізніше Ситовичі були у власності дрібних шляхтичів Гостинських. У 1629 році у Ситовичах нараховувалось 36 димів. |
| — з книги «Селянський рух на Україні», 1569—1647 рр. : зб. док. і матеріалів. ― К. : Наук. думка, 1993. ― 533 с. Про с. Ситовичі — с. 379, 382. | |

## Географія
Селом протікає річка Стохід.

## Історія
У 1906 році село Городківської волості Луцького повіту Волинської губернії. Відстань від повітового міста 59 верст, від волості 30. Дворів 62, мешканців 520.

## Населення
Згідно з переписом УРСР 1989 року чисельність наявного населення села становила 375 осіб, з яких 164 чоловіки та 211 жінок.
За переписом населення України 2001 року в селі мешкало 327 осіб.

### Мова
Розподіл населення за рідною мовою за даними перепису 2001 року:
| Мова       | Відсоток |
| ---------- | -------- |
| українська | 99,40 %  |
| російська  | 0,30 %   |
| інші       | 0,30 %   |